# Kim Chi (nghệ sĩ)
Kim Chi (sinh ngày 25 tháng 7 năm 1945) là một diễn viên và đạo diễn điện ảnh Việt Nam, từng là giảng viên tại Trường Đại học Sân khấu – Điện ảnh Thành phố Hồ Chí Minh. Trong chiến tranh Việt Nam, bà lúc đó 20 tuổi, từng là một trong những nghệ sĩ đầu tiên vượt Trường Sơn (1964), trình diễn ở sân khấu chiến trường 10 năm.

## Tiểu sử
Kim Chi tên đầy đủ là Nguyễn Thị Kim Chi sinh ngày 25 tháng 7 năm 1945 tại thành phố Rạch Giá, tỉnh Kiên Giang. Cha bà là một luật sư người Nghệ An vào Sài Gòn làm việc, mẹ là người Rạch Giá. Sau khi cha qua đời, bà cùng hai anh trai đã tập kết ra Bắc. Đến năm 1959 thì bà bắt đầu theo học khóa đầu tiên của trường Điện ảnh Việt Nam. Trong khoảng thời gian này, bà đã gặp gỡ và quen biết người chồng đầu tiên là Hồng Sến. Năm 1962, bà tốt nghiệp lớp diễn viên điện ảnh và được phân công về công tác tại Hãng phim truyện Việt Nam. Năm 1963, bà kết hôn với Hồng Sến, để được theo ông phục vụ đoàn văn công ở chiến trường miền Nam.
Ngoài trình diễn ở sân khấu chiến trường 10 năm, làm MC cho nhiều đoàn Văn công Giải phóng, bà từng đóng hơn 20 phim, trong đó các vai bà Chín trong "Biển sáng", Sáu Hiền trong "Bài ca không quên", rồi "Biệt Động Sài Gòn" đóng vai vợ của tướng Nguyễn Ngọc Liên... Bên cạnh nghề diễn viên, bà còn là một đạo diễn điện ảnh. Bà từng sang Bungari học lớp đạo diễn và tốt nghiệp vào năm 1968. Sau khi tốt nghiệp, bà trở thành giảng viên tại Trường Đại học Sân khấu – Điện ảnh Thành phố Hồ Chí Minh. Sau một thời gian dài giảng dạy và một thời gian chuyển công tác về Hà Nội, bà nghỉ hưu vào năm 2000.

## Tác phẩm

### Diễn viên
| Năm  | Tên phim                   | Vai diễn      | Đạo diễn                 | Nguồn |
| ---- | -------------------------- | ------------- | ------------------------ | ----- |
| 1962 | Một ngày đầu thu           |               | Huy Vân, NSND Hải Ninh   | [ 5 ] |
| 1962 | Hai người lính             |               | Vũ Sơn, Trần Thiện Thanh |       |
| 1981 | Biển sáng                  | Chín Băng Tâm | Nguyễn Ngọc Hiến         |       |
| 1981 | Bài ca không quên          | Sáu Hiền      | NSND Nguyễn Văn Thông    |       |
| 1982 | Vụ án hồ con rùa           | Tú Dung       | NSND Trần Phương         |       |
| 1985 | Biệt động Sài Gòn          | Vợ tướng Liên | Long Vân                 | [ 6 ] |
| 1985 | Lối rẽ trái trên đường mòn | Thu           | NSND Huy Thành           |       |
| 1985 | Lửa cháy thành Đại La      | Vợ Ngô Quyền  | NSƯT Lê Mộng Hoàng       |       |

### Đạo diễn
| Năm  | Tên phim        | Ghi chú    | Nguồn       |
| ---- | --------------- | ---------- | ----------- |
| 1992 | Chị em sinh đôi | Phim video | [ 7 ] [ 8 ] |

## Quan điểm và hoạt động chính trị
- "Tôi cũng nói thẳng, tôi là nghệ sĩ cộng sản chính hiệu, và cho tới bây giờ, trái tim tôi là tim của một người cộng sản mong cái đất nước này sẽ hòa nhập được với thế giới, tốt đẹp hơn, giàu có hơn, và dân không khổ nữa."[9]

## Tranh cãi
Đầu năm 2013, Kim Chi được Hội Điện ảnh Việt Nam gợi ý làm hồ sơ để đề nghị Thủ tướng khen thưởng, tuy nhiên bà đã gửi một lá thư ghi rõ lý do từ chối: "Tôi không muốn trong nhà tôi có chữ ký của một kẻ đang làm nghèo đất nước, làm khổ nhân dân. Với tôi, đó là một điều rất tổn thương vì cảm giác của mình bị xúc phạm." 

## Gia đình
Kim Chi và Hồng Sến kết hôn vào năm 1963. Đây cũng là cuộc hôn nhân đầu tiên của cả hai. Hai người có với nhau hai người con, con gái lớn là diễn viên Mai Phương, con trai nhỏ là đạo diễn Hồng Chi. Trong thời gian bà tu nghiệp đạo diễn ở Bulgaria, chồng bà đã ngoại tình với nữ diễn viên Thúy An, cũng là người vợ thứ hai của ông. Cuộc hôn nhân đầu tiên của hai người đổ vỡ, hai con bà đều sống với cha ở Sài Gòn. Cuộc hôn nhân thứ hai của Kim Chi cũng đổ vỡ sau một thời gian ngắn vì "con riêng bị con chồng hà hiếp, đánh đập". Từ năm 1996, bà sống chung với người chồng thứ ba là giáo sư Vũ Linh, từng giảng dạy môn Vật lý điện tử tại Đại học Bách khoa Hà Nội. Đến tháng 5 năm 2020, khi đã 77 tuổi, bà lại kết hôn lần thứ tư cùng với PGS TS Mạc Văn Trang lúc ấy đã 82 tuổi.
Qua cuộc nói chuyện với đài BBC, bà Chi kể, bà và PGS Mạc Văn Trang biết nhau chủ yếu là do đọc các bài viết của nhau trên Facebook. Cuối năm 2018, sau khi hai người cùng tuyên bố bỏ Đảng Cộng sản Việt Nam vì sự kiện GS Chu Hảo bị kỷ luật, bà mong muốn có  dịp được gặp ông Trang." Cuôi năm 2019, sau khi ra Hà Nội thăm cha đỡ đầu là tướng Nguyễn Trọng Vĩnh, bà và ông Trang cùng tham gia nhiều chuyến đi và có nhiều cơ hội để gần gũi nhau hơn.